# 懷特奧克 (喬治亞州)
懷特奧克（英語：White Oak）是位於美國喬治亞州康登縣的一個非建制地區。該地的面積和人口皆未知。

## 地理
懷特奧克的座標為31°01′53″N 81°43′49″W / 31.03139°N 81.73028°W，而該地的平均海拔高度為5米（即16英尺）。